# Omar Lye-Fook
Omar Lye-Fook (né à Londres le 14 octobre 1968) est un chanteur, musicien, producteur de Londres des années 1990 et 2000.

## Biographie
Omar Lye-Fook, nait à Londres le 14 octobre 1968.
Enfant, il apprend à jouer de la trompette, du piano et de la batterie, ce qui lui permet d'entrer dans l'orchestre de jeunesse du comté, en tant que percussionniste principal, puis à l'école de musique de Manchester, dans laquelle il restera deux ans.
À l'âge de 22 ans, il sort son premier hit : There's nothing like this.
En janvier 2022, Omar a participé au chant du titre « L'été indien » de l'artiste berlinois Le Commandant Couche-Tôt. En 2022, Omar a joué le rôle d'Avery Baker dans le feuilleton EastEnders de la BBC.

## Discographie
Toutes les références de cette partie viennent du site Officiel de Omar, sauf indications contraires.

### Singles
- Simpatico (produced by Hallex M & Dj Fudge)
- Ding Ding (produced by Hallex M & Dj Fudge)
- Serious Profession (Chef theme tune)
- No Reason (with Don-E)
- Little Boy (original)
- Get Away
- You can fly
- Mr Postman
- Mr Postman - rehash
- Use me (a cappella)
- Be Thankful with Angie Stone

### Featurings
- Masayah, Move Along
- Dimitri from Paris, Strong Man
- Laurnea, Today
- Vanessa Simon, Simple to See
- Common, Heaven Somewhere
- Common, The Hustle
- Incognito (groupe), Water to Drink
- Galliano, Golden Flower
- Max Beesley, Painful Truths
- Misty Oldland, Got me a feeling
- Level 42 The Sun Goes Down (Living it up)
- Hocus Pocus Smile[5]

### Productions
- Laurnea, Happy
- Laurnea, Gone
- Vanessa Simon, Music is life
- Mica Paris,I Should've Known Better